# Клане край Малмеди
Клането край Малмеди е военно престъпление, при което са екзекутирани американски военнопленници. Клането е извършено на 17 декември 1944 г. от бойна група Пайпер (част от 1-ва СС танкова дивизия Либщандарт СС Адолф Хитлер) по време на Арденската офанзива.
Клането, както и други престъпления, извършени от тази бойна част през този и следващите дни, са предмет на съдебен процес по време на процесите Дахау през 1946 г.

## План на Арденската офанзива
В плановете, изработени от Хитлер, които по-късно стават известни като Арденска офанзива, задачата да осъществят пробив през съюзническите линии е поверена на 6-а СС танкова армия, командвана от генерал Йозеф Дитрих. Целта му е да фронта между Моншау и Лохеумерграбен, пресичане на река Маас и последващо превземане на Антверпен. Бойна група Пайпер, съставена от бронетанкови и моторизирани части, формира авангарда в левия фланг на 6-а СС танкова армия. Щом пехотата пробие американските линии, ролята на формацията е да напредне по маршрута Лихнеувил, Ставелот, Троис-Понтс и Вербомонт, да овладее и подсигури мостовете над река Маас около град Юи.
Най-добрите пътища са запазени за 1-ва СС танкова дивизия Либщандарт СС Адолф Хитлер. Планирано е СС обергупенфюрер Йохен Пайпер да използва второстепенни пътища, но те се оказват неподходящи за тежките бронирани машини като танковете Тигър II, прикачени към бойната група.
Успехът на цялата операция зависи силно от бързото овладяване на мостовете на река Маас. Това изисква бързо настъпление през американските позиции, заобикаляйки точките на съпротива, когато е възможно. Друг фактор, с който Пайпер трябва да се съобразява е недостигът на бензин. Запасите с гориво на Райха намаляват значително след успешния преврат в Румъния, след който тя престава да бъде съюзник на Германия.
Необходимо е да се отбележи, че заповедите, издадени от Адолф Хитлер гласят, че операцията трябва да бъде бърза и жестока, за да се изплаши врага. Сеп Дитрих потвърждава този факт по време на съдебния процес свързан с клането край Мелмеди. Според някои източници, по време на брифингите, предхождащи операцията, Пайпер заявява, че няма да има пощада, няма да бъдат вземани пленници и няма да има милост към белгийските цивилни.

## Пробивът на Пайпер и първо клане
От самото начало германските операции на северния фронт не протичат гладко, поради упоритата съпротива на американските войници. Пайпер се надява да възползва от слабо място в съюзническата отбрана още на сутринта на 16 декември – първия ден на офанзивата. В действителност му се налага да изчака големите задръствания докато германската пехота, която трябва осъществи пробив, го изчаква да пристигне. Едва рано сутринта на 17 декември, след като бойната група достига фронтовата линия, той успява да пробие успешно в посока на Хонсфелд, където елементи от неговата формация убиват няколко десетки американски военнопленници.
След овладяването на Хонсфелд, Пайпер се отклонява на няколко километра от планирания маршрут, за да овладее малко бензиново депо в Бюлинген, където по-късно е съобщено още едно убийство на американски военнопленници. Оттогава Пайпер се намира в тила на противника. Ако бе продължил от Бюлинген към Елсенборн на север, е имало вероятност да вкара в капан две американски дивизии (2-ра и 99-а пехотна дивизия). Пайпер решава да се върне към планирания маршрут и да превземе Лихнеувил, преминавайки през Модерсхейд, Шопен, Онденвал и Тирмонт.
Придвижването по този път е трудно поради терена и лошото качество на наличните пътища. В крайна сметка на изхода на малкото село Тирмонт се оказва, че авангардът не може да продължи по прекия път за Лихнеувил. В резултат на това бойната група отново се отклонява от планирания маршрут. Вместо да завие на ляво след изхода от Тирмонт, авангардът завива на дясно и напредва в посока на кръстопътя край Баугнез, който е на равно разстояне от Малмеди, Лихнеувил и Веймес.

## Клане в Баугнез
Между 12 и 1 часа германският авангард наближава кръстопътя. През това време американски конвой, наброяващ около 30 машини, съставен основно от елементи на 285-и полеви артилерийски батальон преминава от там. Те завиват на дясно към Лихнеувил на път за Санкт Вит, където им е наредено да се присъединят към американската 7-а бронетанкова дивизия, към която са прикачени. Целта им е да подкрепят защитата на града. Авангардът на бойна група Пайпер забелязва конвоя и открива огън. Повредени са първата и последната машина, което принуждава конвоя да спре. Разполагащи само с пушки и други леки стрелкови оръжия за защита, американците са принудени да се предадат.
Докато германската колона продължава по пътя за Лихнеувил, военнопленниците са отведени на поле, където се присъединяват към другите пленени по-рано същия ден. Голяма част от свидетелските показания събрани по-късно от оцелелите посочват, че приблизителния им брой е 120 мъже. По причини, които остават неизяснени и до днес, германците откриват огън с картечници срещу пленниците. Известен брой германци по-късно твърдят, че няколко военнопленници са се опитали да избягат, а други споменават, че докато са оставени на полето американците си вземат по някакъв начин захвърлените преди това оръжия и откриват огън срещу колоната по пътя за Лихнеувил. От 88 тела открити по-късно, по-голямата част показват рани в областта на главата, доказателство по съвместимо с версията за масова екзекуция отколкото тези за самообрана или опит за предотвратяване на бягство.
След като германците откриват огън, американците се паникьосват. Някои се опитват да избягат, но по-голямата част са убити където са стоели. Няколко войници се опитват да се скрият в кафене близо до кръстопътя. Германските войници запалват сградата и убиват всеки, който се опита да избяга от пламъците. Въпреки това СС войниците обикалят телата. Откритите живи са екзекутирани с изстрел в главата.
Много по-късно няколко оцелели, въпреки раните или шока, излизат от скривалищата си и успяват да преминат фронтовите линии близо до Малмеди, където американските войници защитават града. Сред избягалите е актьорът Чарлз Дурнинг В крайна сметка 43 оцелели успяват да достигнат американските позиции, някои с помощта на белгийски граждани. Свидетелски показания са взети от оцелелите в часовете след клането. Всички версии са подобни и се потвърждават взаимно, въпреки липсата на възможност случилото се да бъде дискутирано и да бъде изградена обща история.
Първите оцелели от клането са прибрани около 230 часа, същия ден, от патрул на 291-ви военен инженерен батальон. Инспектор генералът на американската 1-ва армия научава за екзекуцията три или четири часа по-късно. До вечерта на 17 декември слухове за убийството на пленници достигат челните американски дивизии. В резултат на това в една формация е издадена заповедта: „Никакви СС войници или парашутисти няма да бъдат вземани в плен, да бъдат убивани щом бъдат забелязани.“ В резултат на създадената атмосфера са получени твърдения за убийства на германски военнопленници от американци, като отмъщение. Пример за това е Клането край Хенон извършено на 1 януари 1945 г.
След като кръстопътя край Баугнез е ничия земя, до съюзническата контраофанзива, едва на 14 януари 1945 г. американските части достигат мястото на клането и извършват разследване. Замръзналите, покрити със сняг, тела на жертвите са фотографирани, след което са преместени за идентификация и изследване, което е доста подробно и точно. Целта е събраните доказателства да бъдат използвани като част от съдебните процеси срещу извършителите. 72 тела са открити на полето на 14 и 15 януари 1945 г. Още дванайсет тела са открити на 7 февруари и 15 април 1945 г., встрани от основната група.
Аутопсиите на телата откриват поне двайсет жертви загинали от изстрел от близко разстояние в главата. В допълнение те имат рани от автоматично оръжие. В още двайсет случая са открити доказателства за изстрели от малокалибрено оръжие в областта на главата, без следи за барутно обгаряне. Още десет имат фатални рани, смазващи или от удар с тъп предмет, най-вероятно приклад на пушка. Друг важен факт е, че някои от телата имат само единична рана, на слепоочието или зад ухото. Голяма част от телата са открити на малка площ, което предполага, че жертвите са събрани преди да бъдат убити.

## Пайпер продължава
Пробивът през американските линии осъществен от бойна група Пайпер е белязан с убийства на военнопленници и впоследствие на белгийски цивилни. Членове на формацията убиват най-малко осем американски пленници в Лихнеувил.
На 18, 19 и 20 декември са докладвани още убийства на американски военнопленници в Ставелот, Шеньо, Ла Глейз и Стомон. На 19 декември 1944 г. в района на Ставелот и Троис-Понтс, германците се опитват да си върнат контрола над моста над река Амблев в Ставелот, който е от изключителна важност за получаването на подкрепления и продоволствия. Войниците под командването на Пайпер убиват над 100 белгийски цивилни.
Американските инженери успяват да спрат настъплението на Пайпер при тясната долина край река Амблев, след като взривяват мостовете. Допълнителни подкрепления успяват да обградят бойната група в Стомон и Ла Глейз. Пайпер заедно с 800 войника успяват да се измъкнат от обкръжението като преминават през близките гори и изоставят цялата тежка екипировка, включително няколко танка Тигър II. Ако бе успял да премине по мостовете над Амблев, Пайпер е щял да заеме висока позиция и да достигне до преходими пътища към река Маас.
По време на битката около Глейз, войниците от бойна група Пайпер пленяват на 21 декември американския офицер – майор Харолд Д. МакКоун. Командващ един от батальоните на 119-и пехотен полк. Тъй като вече е чул за клането край Малмеди, МакКоун повдига пред въпроса за собствената и съдбата на своите войници. Според показанията му Пайпер казва, че нито той, нито неговите мъже са в опасност, тъй като не е свикнал да убива пленници. МакКоун отбелязва, че нито той, нито неговите войници са заплашвани по някакъв начин. По време на съдебния процес в Дахау през 1946 г. американският майор свидетелства в полза на Пайпер.
Бойна група Пайпер се екипира и отново взема участие в Арденската офанзива. На 31 декември 1944 г. в Лютребоз е съобщено за убийства на военнопленници, а между 10 и 13 януари 1945 г. в Петит Тиер. Точният брой на убитите военни и цивилни преписвани на бойна група Пайпер не е известен. Според някои източници броят е между 538 и 749. Тези данни не са потвърдени от доклада на подкомисия на Сената на САЩ, която събира сведенията за съдебния процес. Според комисията броят на мъртвите е 362 военнопленници и 111 цивилни. Според доклада броят на жертвите по място на извършване е както следва:
| Място       | Военнопленници | Цивилни |
| ----------- | -------------- | ------- |
| Хонсфелд    | 19             |         |
| Бюлинген    | 59             | 1       |
| Баугнез     | 86             |         |
| Лихнеувил   | 58             |         |
| Ставелот    | 8              | 93      |
| Шеньо       | 31             |         |
| Ла Глейз    | 45             |         |
| Стомон      | 44             | 1       |
| Ван         |                | 5       |
| Троис-Понтс | 11             | 10      |
| Лютребоз    |                | 1       |
| Петит Тиер  | 1              |         |

## Равносметка и съдебен процес
Американските части си връщат мястото, където е извършено клането, на 13 януари 1945 г. Студеното време и ниските температури запазват телата, които са събрани на 14 и 15 януари 1945 г. На мемориалът построен в Баугнез са изписани имената на убитите войници.
Размерът на клането, е най-голямото извършено срещу американски войски в Европа по времето на Втората световна война. Броят на убитите е сравнително малък в сравнение с други престъплния извършени от германците.
В допълнение на ефекта оказан, който оказва върху американските войници в Европа, клането има огромно отражение в САЩ. Това обяснява защо предполагаемите виновници за съдени по време на съдебните процеси в Дачау, които се състоят между май и юни 1946 г., след войната.
В това, което по-късно става известно като съдебния процес за клането край Малмеди, и който засяга всички военни престъпления извършени от бойна група Пайпер по време на Арденската офанзива. Човекът с най-висок ранг сред обвиняемите е Сеп Дитрих, командир на 6-а СС танкова армия, към която принадлежи бойната група на Пайпер. Йоахим Пайпер и неговите подчинени са сред обвиняемите. Повече от 70 души са съдени от трибунал, а съдът произнася 43 смъртни присъди (нито една не е изпълнена) и 22 доживотни присъди. Осем други са получават по-кратки присъди.
След издаването на присъдите, работата на съда е оспорвана, първо в Германия (от бивши нацистки чиновници, които си възвръщат частично властта благодарение на антикомунистичните позиции на окупационните сили), а по-късно и в САЩ (от конгресмен от населения с германски американци Среден Запад). Делото е обжалвано пред Върховния съд на САЩ, който не успява да вземе решение. След това, то е разгледано внимателно от подкомисия на Сената на САЩ. Младият сенатор от щат Уисконсин Джоузеф Маккарти, използва възможността, за да подобри политическата си биография. Той застава на страната на обвиняемите като поддържа позицията, че не са получили честен съдебен процес.
Това привлича внимание към съдебния процес и някои юридически нередности извършени по време на разпитите предшестващи процеса. Дори преди Сената да прояви интерес, голяма част от присъдите са заменени след преразглеждане извършено от американската армия. Останалите доживотни присъди са променени в следващите няколко години. Всички военнопрестъпници са освободени през 1950-те, като последен напуска затвора Пайпер, декември 1956 г. Това поражда разделение в американския легион и ветераните от чуждестранните войни, тъй като членовете участвали във Втората световна война протестират срещу защитата на обвинените от страна на Маккарти. Ръководството на тези организации се състои от ветерани от Първата световна война, който не са склонни да го критикуват поради антикомунистическата му позиция. Освобождаването на тези военнопрестъпници е цитирано от критици на следвоенните процеси срещу японски военни, като пример за расизъм характеризиращ се с разлика в отношението. Японски военни са осъдени за убийства на военнопленници, обвинени са и са екзекутирани съгласно международните закони и обичаи.
Вълненията породени от процесите Малмеди и ранното освобождаване на осъдените е често използвано като пример за предубедено следвоенно правосъдие прилагано според преценката на победителя.
Отделен съдебен процес, свързан с военни престъпления, извършени срещу цивилни в Ставелот, се състои на 6 юли 1948 г. пред белгийски военен съд в Лиеж, Белгия. Подсъдими са десет войници от бойна група Пайпер, пленени на 22 декември 1944 г. от американски части недалеч от мястото на клането. Един от мъжете е оправдан, другите са признати за виновни и по-голямата част от тях са осъдени на десет години затвор – двама офицери са осъдени на 12 и 15 години.

## В киното
Клането е част от 2 филма – Battle of the Bulge (1966 г.) и Saints and Soldiers (2004 г.). Споменато е и в Hart's War, където героят открива телата на жертвите.